# بان روسبولي
بان روسبولي (الاسم العلمي: Moringa ruspoliana) هو نوع نباتي يتبع جنس البان من الفصيلة البانية.  